# Jan Müller-Wieland

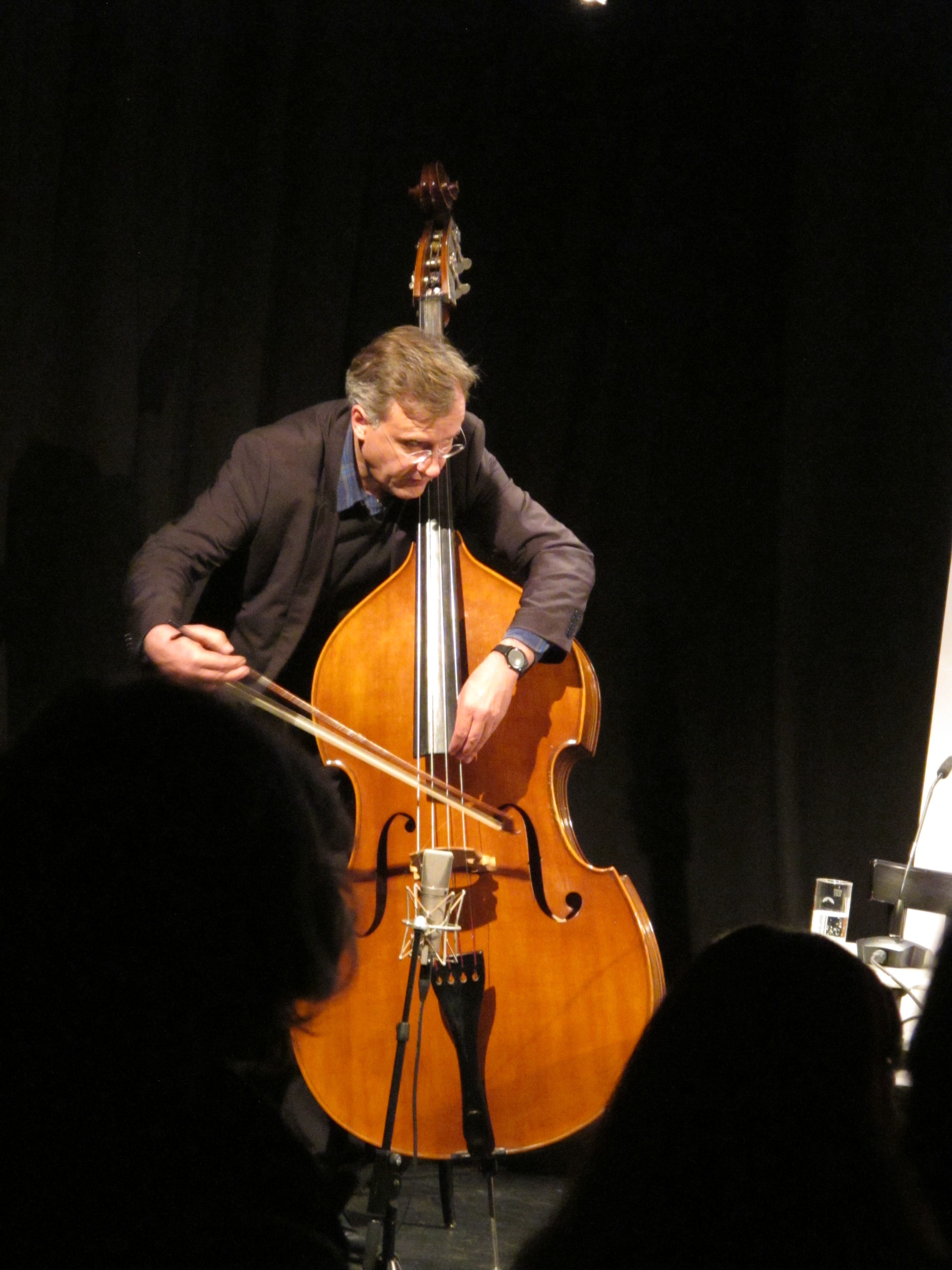
Jan Müller-Wieland beim Schamrock – Festival der Dichterinnen 2014

Jan Müller-Wieland (* 30. März 1966 in Hamburg) ist ein deutscher Komponist und Dirigent.

## Leben
Jan Müller-Wieland legte 1986 das Abitur am Gymnasium Buckhorn ab. Von 1986 bis 1991 studierte er an der Musikhochschule Lübeck Komposition bei Friedhelm Döhl, Kontrabass bei Willi Beyer und Dirigieren bei Günther Behrens. Kompositionsunterricht nahm er zudem auch bei Hans Werner Henze in Köln und Rom sowie bei Oliver Knussen im Tanglewood Music Center. Von 1993 bis 2007 lebte er als freischaffender Komponist in Berlin. Seit 2003 ist Jan Müller-Wieland Mitglied der Freien Akademie der Künste Hamburg, seit 2007 Professor für Komposition an der Hochschule für Musik und Theater München.
Er komponierte über hundert Werke, darunter fünfzehn abendfüllende Werke für das Musiktheater, vier Sinfonien, zahlreiche Orchesterwerke, ferner kammermusikalische Werke und Vokalmusik. Auftraggeber waren u. a. das Philharmonische Staatsorchester Hamburg, die Hamburgische Staatsoper, der Senat von Berlin, die Deutsche Staatsoper Berlin, die Münchener Biennale, die Münchner Philharmoniker, die London Sinfonietta, das Holland Festival, die Expo 2000, die Reihe Bonn-Chance der Bonner Oper und des Bonner Beethovenfestes, die Musikfabrik NRW, das Ensemble Resonanz, das Ensemble Acht, die Ernst-von-Siemens-Musikstiftung, das Beaux-Arts-Trio, das Menuhin-Festival in Gstaad, das Feldkirch-Festival, die Kasseler Musiktage, Ruhrtriennale, das BIK-Büro für Internationale Kulturprojekte, das Beethovenhaus Bonn.
Sein abendfüllendes Oratorium Egmonts Freiheit oder Böhmen liegt am Meer – Auftragswerk der Münchner Philharmoniker – wurde für das Festkonzert des Konzerthausorchesters Berlin im Konzerthaus Berlin zum 25. Tag der Deutschen Einheit am 3. Oktober 2015 unter seiner Leitung ausgewählt.
Müller-Wieland war 2018 Mitglied der Jury des ersten Wolf Durmashkin Composition Awards.
Seit 2022 betreut er PLAYLIST (Autor*innenwerkstatt für Schauspiel und Oper) für neue Musiktheaterszenen in München.

## Ehrungen und Auszeichnungen
Müller-Wieland erhielt zahlreiche Preise (Förderpreis für Komponisten der Ernst-von-Siemens-Musikstiftung, Hindemith-Preis des Schleswig-Holstein-Musikfestivals, Förderpreis des Hamburger Bach-Preises, Hauptpreis der Lübecker Possehl-Stiftung u. a.) sowie Stipendien in Frankreich, Italien und Amerika (Cité des Arts Internationales in Paris, Villa Massimo in Rom, Tanglewood-Music-Center, Fellowship-Programm der Leonard Bernstein-Foundation). 2011 wurde er in der Kategorie „Oper“ und 2016 in der Kategorie „Musik mit Stimme“ für den Deutschen Musikautorenpreis der GEMA nominiert.

## Werke

### Bühnenwerke (abendfüllend, Auswahl)
- Das Gastspiel (1991). Komische Oper in einem Akt nach Frank Wedekind
- Kain (1992). Kammeroper nach dem alten Testament
- Die Versicherung (1995). Oper in zwei Akten nach Peter Weiss
- Die Nachtigall und die Rose (1996) nach Oscar Wilde
- Komödie ohne Titel (1998) nach García Lorca
- Das Märchen der 672. Nacht (1999/2000) nach Hofmannsthal und Birgit Müller-Wieland
- Nathans Tod (2001) nach George Tabori und Lessing
- König der Nacht (2003) u. a. nach dem Buch Hiob und Gedichten von Pia Tafdrup
- Die Irre oder nächtlicher Fischfang (2005) nach Micaela von Marcard
- Der Held der westlichen Welt (2004) Komische Oper in drei Akten, nach John Millington Synge
- Rotkäppchens Schlaflied (2007) Szene nach Andrea Heuser
- Aventure Faust (2008) 3 Szenen nach Goethe, Heine und Birgit Müller-Wieland
- Fanny und Schraube (2009) nach Kai Ivo Baulitz
- Der kleine Ring (2010) u. a. nach Wagner und Hebbel von Birgit Müller-Wieland
- Der Knacks (2010) nach Roger Willemsen
- Der Freischuss (2011) u. a. nach Weber und Luise Rist
- Egmonts Freiheit oder Böhmen liegt am Meer (2014)
- Maria (2018) Eine Vertreibung für Sprecherin, Sprecher, vier Herrensoli, Chor, Orchester – Text vom Komponisten (u. a. frei nach dem Matthäus-Evangelium)
- Der Reisende (2020/2025) Melodram für Sprecher, Sprecherin, Chor, Elektronik, großes Orchester frei nach dem Originaltyposkript des gleichnamigen Romans von Ulrich Alexander Boschwitz

### Orchesterwerke (Auswahl)
- Gottesspur (2020) für Fagott/Kontrafagott, Elektronik und großes Orchester
- Ein Traum, was sonst (2008) frei nach Kafka und Kleist
- Triptychon (2004)
- Luftstück (2002) für Schlagzeug und Orchester
- Ballad of Ariel (2002) für Violine und großes Orchester
- Symphonien Nr. 1 bis 4 (1986 bis 1993)
- Cellokonzert (1997)
- Vibraphonkonzert (1994)
- Marimbakonzert (1992)
- Poem des Morgens (1991) für großes Orchester
- Neues Orchesterwerk in Arbeit

### Kammermusik (Auswahl)
- Ecstatic and Instinctive (1989) für zwei Klaviere und zwei Percussionisten
- Schlaflied (2004) für Klaviertrio
- Streichquartett Nr. 1 (für das Keller-Quartett, Budapest)
- Streichquartett Nr. 2 („Flanzendörfer-Wrackmente“ mit Bariton)
- Streichquartett Nr. 3 („zweiter Mond“ für das Joachim-Quartett)
- Capriccetti (2. Zyklus) für Klavier
- Father Image für Violine und Klavier
- Der Heimkehrer für Tenor und Klavier (u. a. nach Joseph Roth)
- Ein Engel über Verdun, Requiem nach Ernst Toller (2019)
- Trauma und Rückgrat für Klavier (2021) – Shoko Kuroe und der Metoo-Bewegung gewidmet
- Wir Irren! für Klavier (nach Beethovens letztem Rätselkanon)
- Ophelia für Sopran, Viola, Schlagzeug, Klavier, Elektronik (frei nach Shakspeare, Roth, Kraus) (2022)
- Menschen für Ensemble (2023)
- Blind für Gesang und Klavier (2024)
- Neues Werk für Bratsche und Ensemble in Arbeit – für Hartmut Rhode (2024/25)

### Chormusik (Auswahl)
- Die Sterntaler für Mädchenchor und Oktett (2022)
- Lianen für Mädchenchor, Elektronik, Klavier (2023)

### Kirchenmusik
- Musik für eine Kirche für zwei Trompeten und Orgel (zum 70. Jahrestag des Massakers und der Zerstörung von Sankt Anna di Stazzema am 12. August 1944 durch Truppen der Waffen-SS)